# ریناتو مادیروس
ریناتو مادیروس (به پرتغالی: Renato Medeiros de Almeida) هافبک اهل برزیل است که در شهر برازیلیا و در تاریخ ۴ فوریهٔ ۱۹۸۲ به دنیا آمده‌است.
ریناتو مادیروس در تیم‌های فوتبال سائوپائولو، Portuguesa Santista، Ponte Preta، Muscat، باشگاه فوتبال صنعت نفت آبادان، Canoas SC سابقهٔ حضور دارد.